# Topola Obrońców
Topola Obrońców – pomnikowa topola kanadyjska odmiany 'Serotina Aurea' (późna żółtolistna) rosnąca w warszawskiej dzielnicy Ochota przy ul. Grójeckiej 95, obok pomnika Barykada Września.

## Historia
Topola Obrońców jest prawdopodobnie najstarszą topolą kanadyjską odmiany 'Serotina Aurea' w Polsce. Jej pochodzenie datuje się na około 1927 rok. Drzewo rośnie w sąsiedztwie pomnika Barykada Września (przy Targowisku Banacha). Znajdowało się w rejonie barykady wzniesionej w czasie obrony Warszawy we wrześniu 1939, stanowiącej część głównej linii obrony miasta od 8 września do kapitulacji. Według relacji więźniów obozu przejściowego na Zieleniaku, utworzonego przez Niemców w czasie powstania warszawskiego w sierpniu 1944, rosła w jego obrębie. Według relacji urządzono pod nią zbiorową mogiłę ofiar obozu. Po 1945 roku przeprowadzono ekshumację znajdujących się w tym miejscu zwłok.
W 1981 roku topola na podstawie orzeczenia Urzędu Miasta Stołecznego Warszawy nr 716 z dnia 23 lipca 1981 r. uzyskała status pomnika przyrody ożywionej.
Wiosną 2021 roku drzewo przeszło szereg kompleksowych zabiegów pielęgnacyjnych, w tym cięcia fitosanitarne polegające m.in. na czyszczeniu korony z jemioły.

## Charakterystyka
Drzewo ma masywny, pojedynczy, zdrowy pień, który na wysokości kilku metrów rozwidla się na trzy konary główne, z czego dwa większe pełnią rolę przewodników. Korona jest kopulasta, typowa dla topól późnych. W 2020 obwód drzewa wynosił 427 cm, a wysokość 28 metrów.

## Galeria

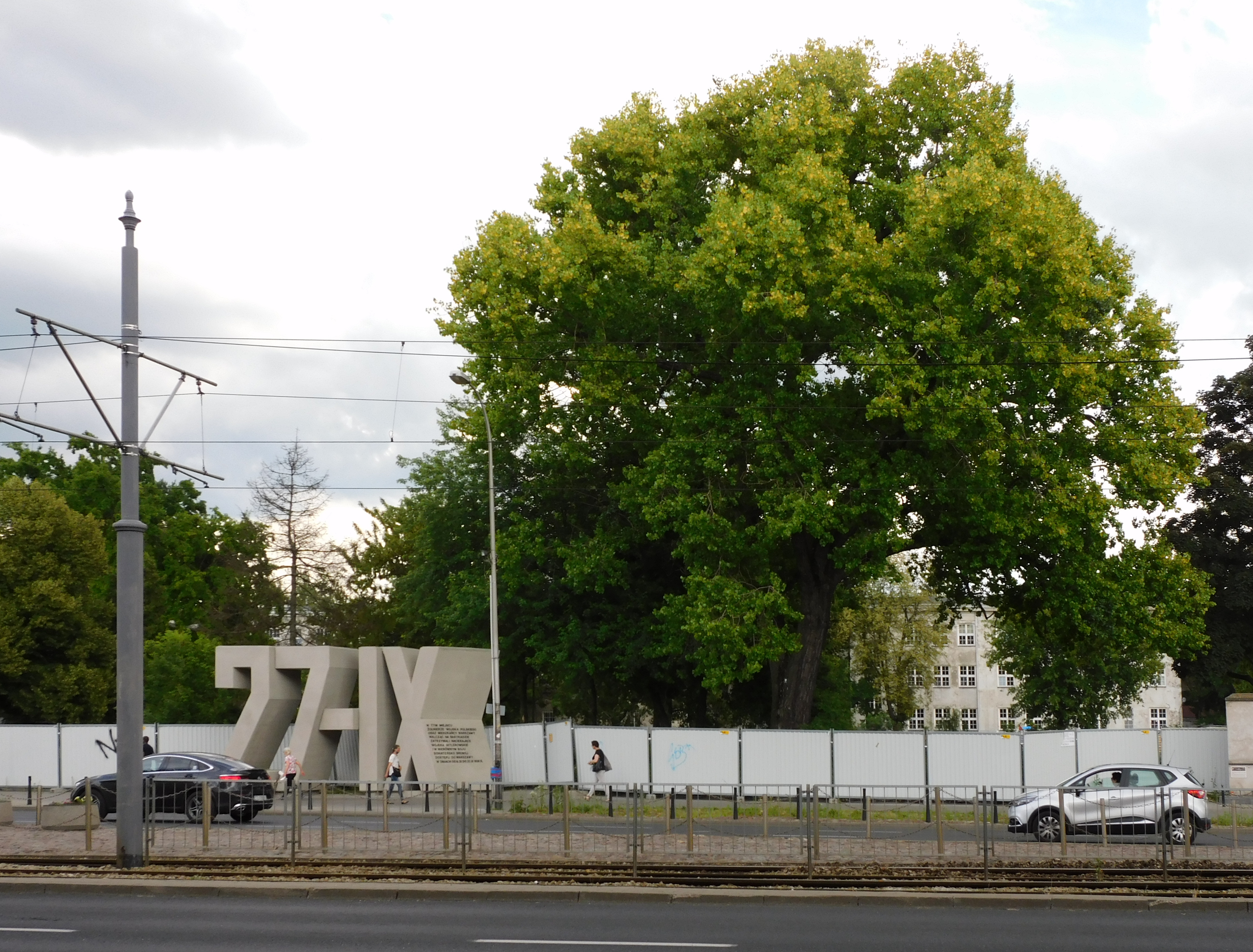
Topola Obrońców i pomnik Barykada Września
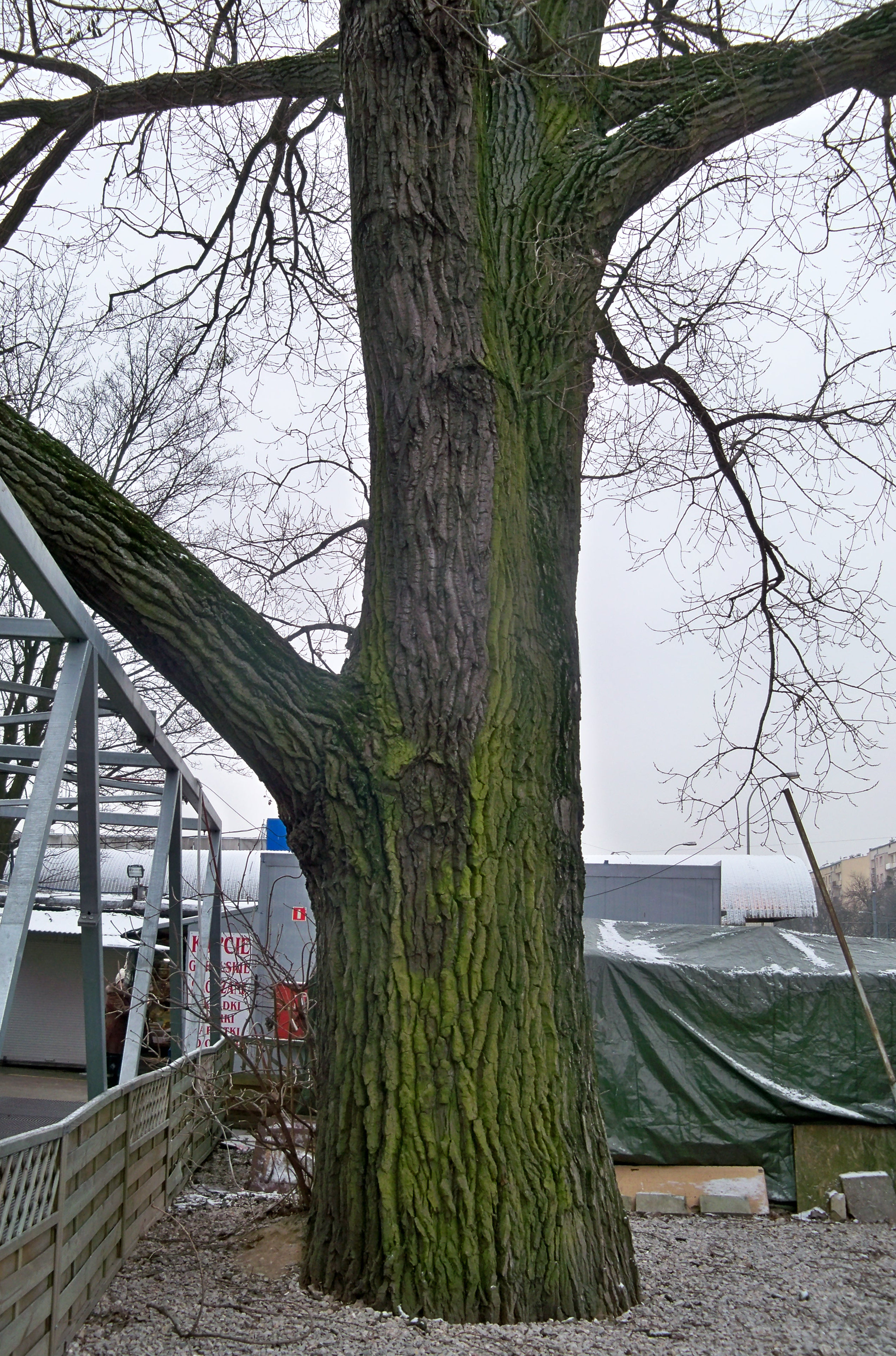
Pień drzewa
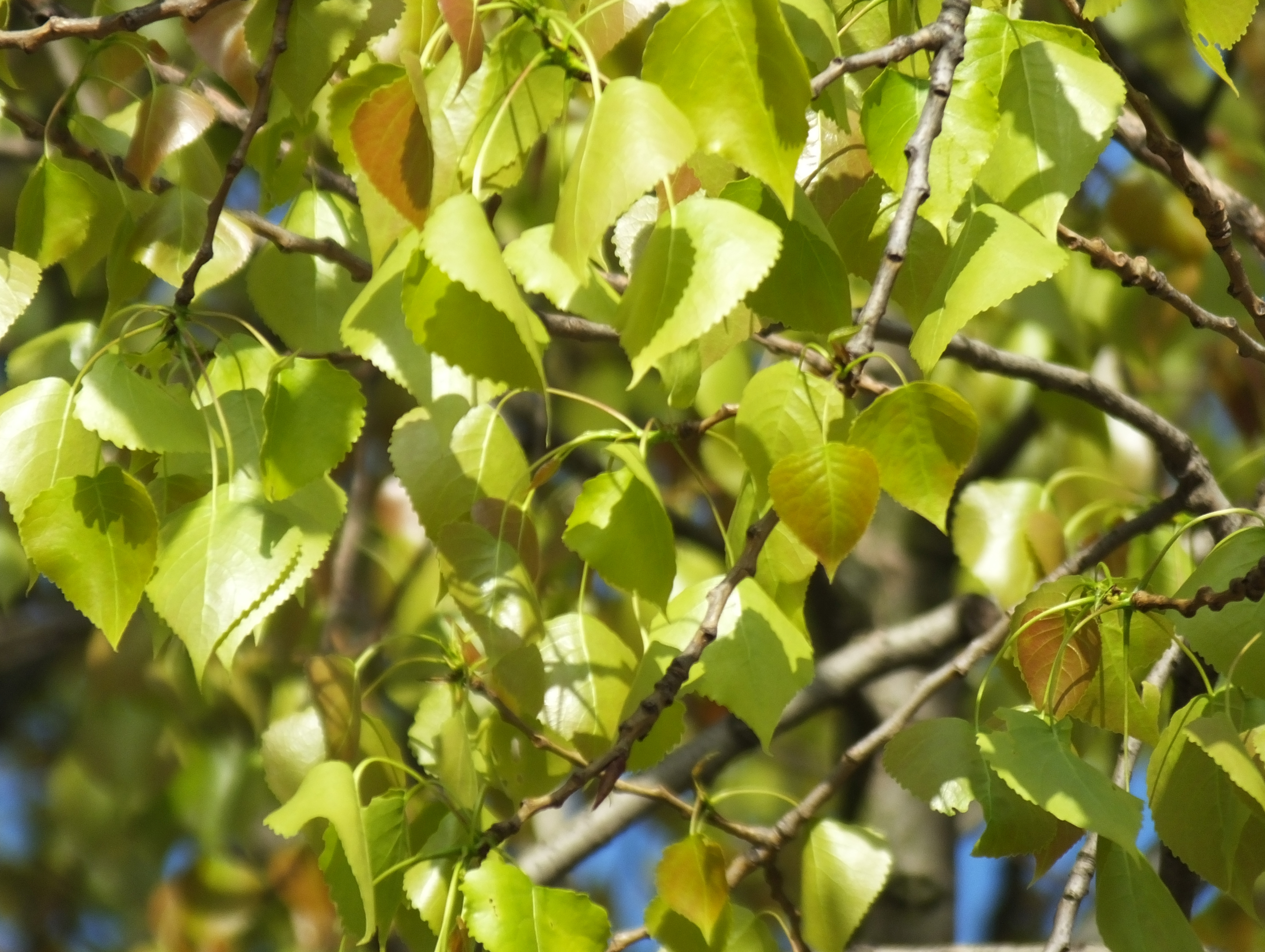
Przebarwiające się na żółto liście Topoli Obrońców